# Ariel Robinson
Ariel Ashton Robinson McKay (14 febbraio 1989) è un ex cestista statunitense con cittadinanza panamense.

## Carriera
Con Panama ha disputato i Campionati americani del 2011.